# 胡东皋
胡东皋（1472年—1539年），字汝登，号方冈，浙江余姚人，軍籍，明朝政治人物。与宋冕、胡铎合称“姚江三廉”。

## 生平
弘治十四年（1501年）辛酉科浙江乡试第四十二名举人，弘治十八年（1505年）登乙丑科二甲七十二名进士。任南京刑部郎中，平反冤狱数十起。升直隸宁国府知府，嘉靖二年（1523年）二月升四川按察司副使，八年八月升山西按察使，改四川按察使，九年九月升都察院右佥都御史、巡抚宁夏，十年十二月改郧阳抚治，十二年（1533年）三月命回院管事，九月署大理寺印，十三年七月因南京太庙火灾，被准致仕。
曾任宁夏巡抚时，任上奏筑花马池、贺兰山城墙三百余里，巩固了边防。后改任郧阳巡抚。为官以直言敢谏著称。

## 著作
- 《六书本义》十二卷 图一卷 纲领一卷，趙撝謙撰。胡东皋翻刻。
- 《两浙名贤录》
- 《明故履素处士吴公墓誌铭》[4]

## 家族
曾祖胡安。祖父胡禮。父胡暉。母柴氏。重庆下。兄東山、東溟、東陽。弟東渊、東浦、東源、東津、東瀾、東渑。